# Spinulosida
De Spinulosida vormen een orde van de zeesterren (Asteroidea), bestaande uit één familie. De soorten in deze orde hebben vijf of meer armen.

## Familie
Echinasteridae Verrill, 1867

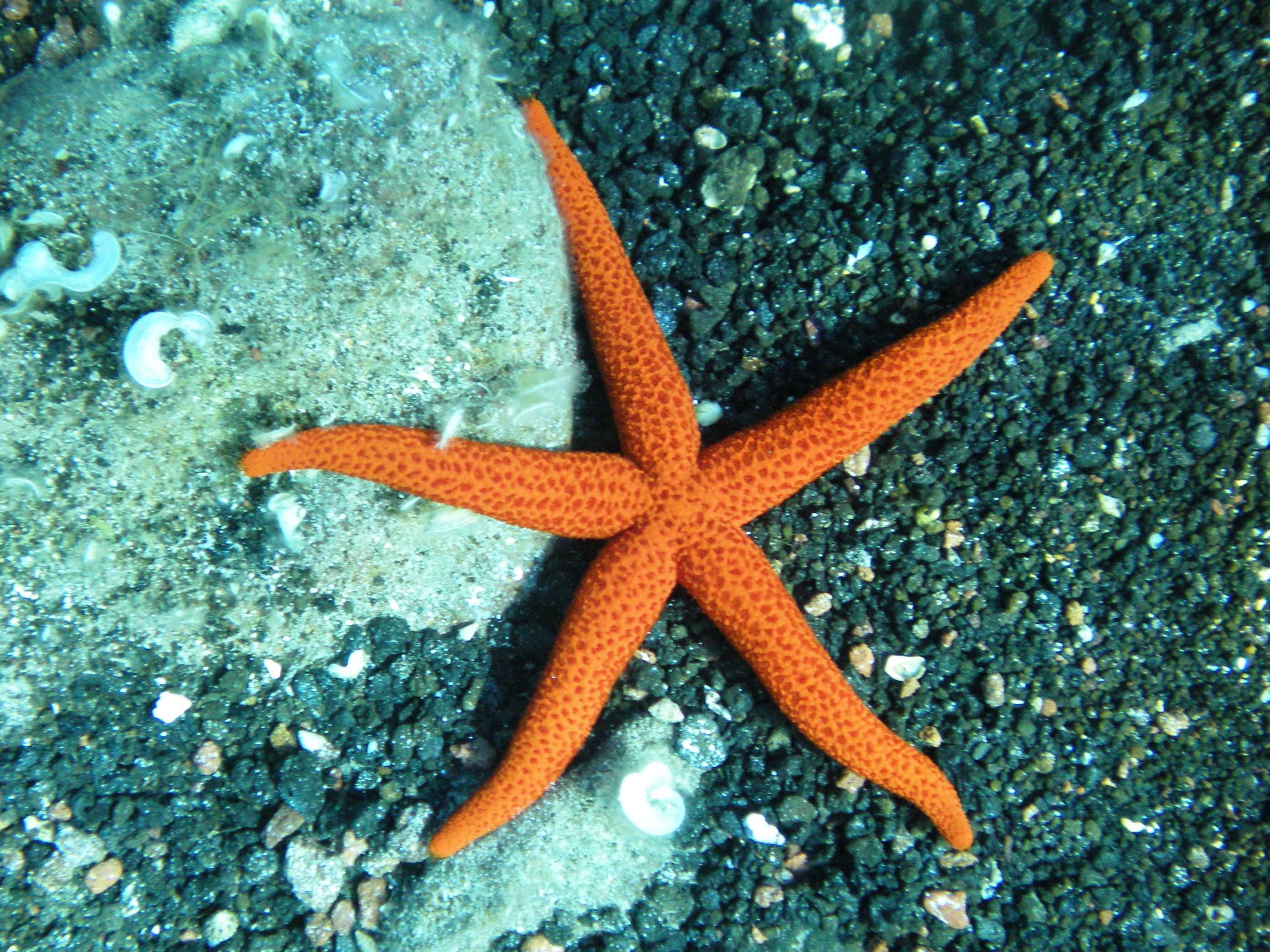
Echinaster sepositus
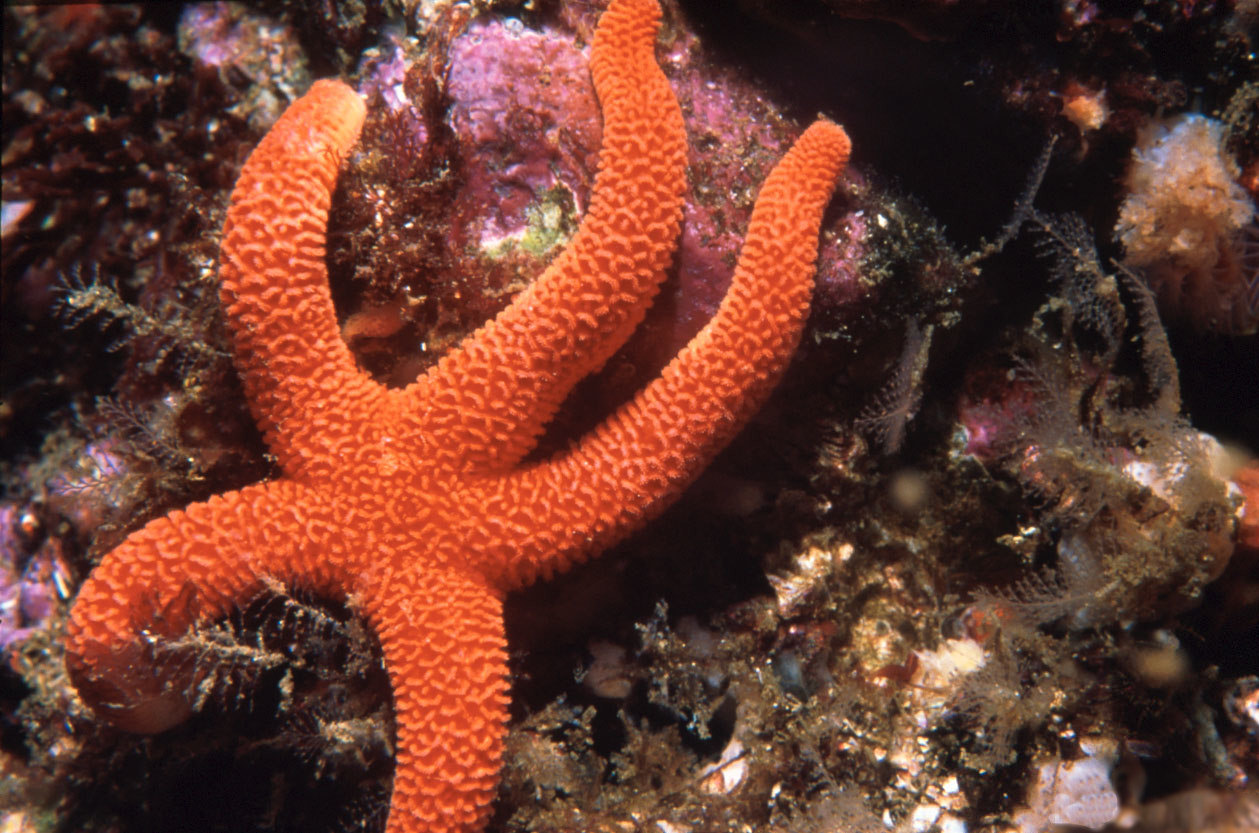
Henricia leviuscula
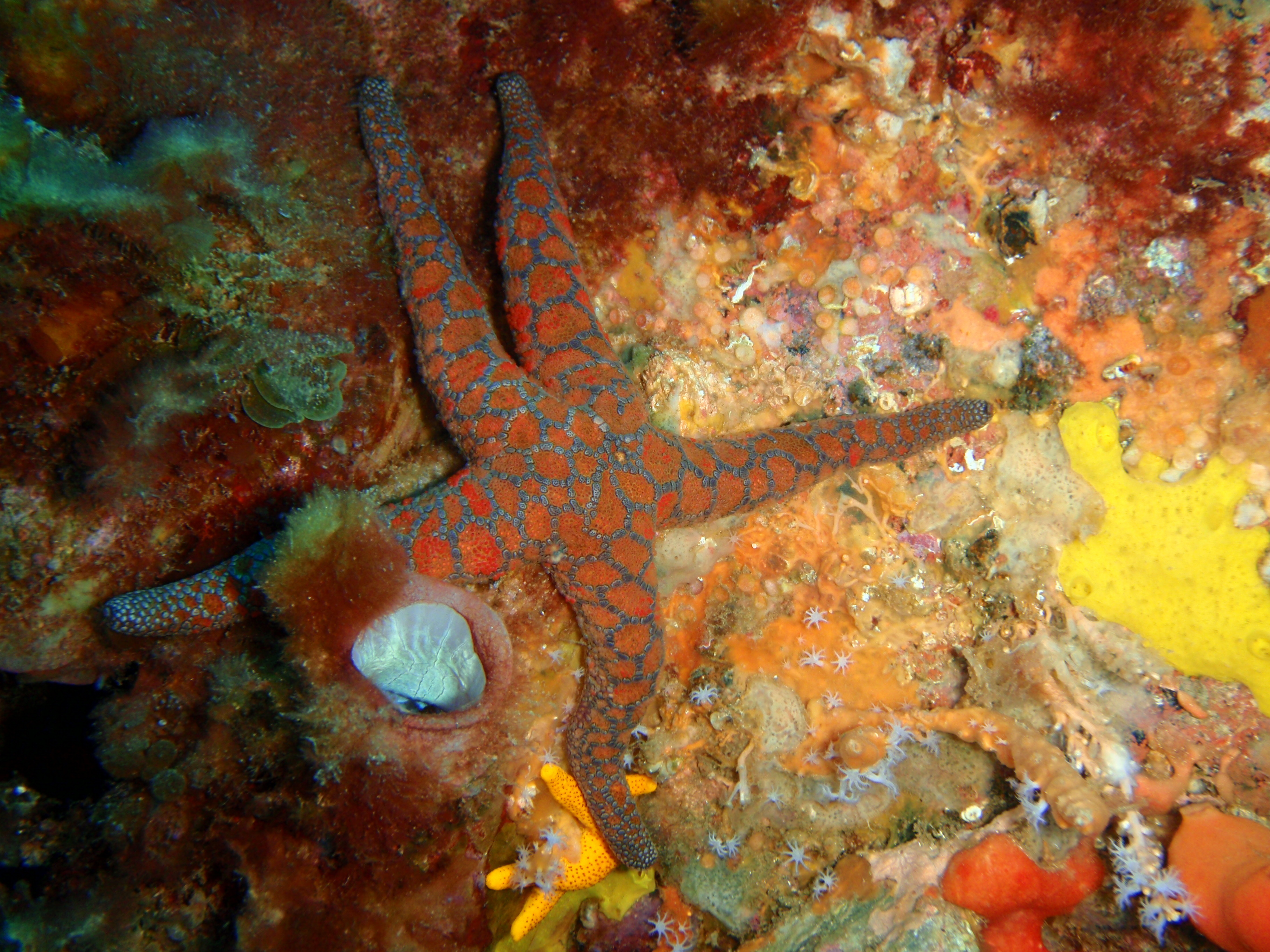
Plectaster decanus